# Purifikatorium

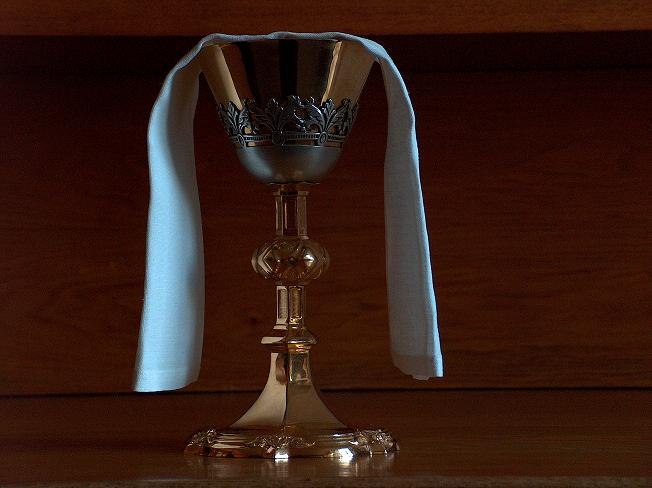
Purifikatorium na kalichu

Purifikatorium (z latinského purificatio, očista) je bílý obdélný šátek používaný při katolické bohoslužbě. Skládá se na šest dílů do podoby úzkého pruhu, který se vkládá mezi kalich a pallu. Ve střední části mívá vyšitý malý křížek, při užších stranách může být ozdoben výšivkou. Po většinu bohoslužby spočívá na kalichu, při bohoslužbě Oběti je umístěn na korporálu. 

## Užití purifikatoria
Purifikatorium se začalo používat v 16. století a má připomínat látku, do které bylo osušeno mrtvé tělo Krista, omyté po ukřižování před pohřbem. Při liturgii se používá k osušení úst přijímajícího po přijetí Krve Kristovy, po svatém přijímání se používá k vytření kalicha po jeho vymytí vodou (tedy po abluci).